# Caccamo
Caccamo là một thành phố và cộng đồng (comune) thủ phủ tỉnh Palermo trong vùng Sicilia miền nam nước Ý.
Đô thị Caccamo có diện tích ki lô mét vuông, dân số thời điểm năm 31 tháng 5 năm 2005 là 8528 người.
Đô thị Caccamo có các đơn vị dân cư (frazioni) sau:
Các đô thị giáp ranh: 